# Voxtron
Die Voxtron GmbH war ein deutsches IT- und Software-Unternehmen mit Sitz in Ahlen, Nordrhein-Westfalen und gehört heute zu Enghouse Systems Limited. Sie war in Deutschland führender Softwarehersteller für Kundeninteraktionslösungen sowie Kommunikationslösungen innerhalb des Unternehmens. Die Voxtron-Gruppe beschäftigte international ca. 100 Mitarbeiter, 50 davon im deutschsprachigen Raum, bevor sie in 2017 vollständig in die Enghouse AG mit Sitz in Leipzig integriert wurde.

## Firmengeschichte
Die Voxtron GmbH wurde 1999 durch Ralf Mühlenhöver und Geert van Compernolle gegründet.
Von 2007 bis 2021 war die ehemalige Zeche Westfalen in Ahlen Firmensitz.
2007 erhielt die Voxtron GmbH auf der CeBIT in Hannover den Innovationspreis 2007 von der Initiative Mittelstand für ihr Produkt agenTel 6 in der Kategorie Kommunikation.
Am 3. Oktober 2014 wurde Voxtron, laut Pressemitteilung für 6,7 Millionen Euro, von dem kanadischen Unternehmen „Enghouse Systems Limited“ gekauft.
Ralf Mühlenhöver übernahm nach der Übernahme durch Enghouse den Vorstand der Enghouse AG und führte das Unternehmen bis Ende 2017. Er gründete dann die voiXen GmbH, die er 2020 an die 4TechnologyGroup verkaufte.

## Firmenstruktur

### Standorte
Die Standorte waren strategisch über die ganze Welt verteilt. Die firmeneigene Webseite nannte Wien (Österreich), Brüssel (Belgien), Rom (Italien), Istanbul (Türkei), Tunis (Tunesien), Hongkong, Dubai (Vereinigte Arabische Emirate), Lissabon (Portugal) und Bangkok (Thailand), die später teilweise von Enghouse weiter betrieben wurden, teilweise aber auch eigenständig blieben, wie z. B. in Thailand oder Dubai.
Zertifizierte Partner waren in fast allen Ländern Europas zu finden, u. a. Zürich (Schweiz), Bukarest (Rumänien), Großbritannien, Dänemark, Schweden, Frankreich, Polen, Spanien usw.

### Vertrieb über Partner
Die Voxtron GmbH hat ihre Produkte über zertifizierte Partner oder Systempartnerunternehmen an die Endkunden vertrieben.

## Produkte
Die Voxtron-Gruppe entwickelte und verkaufte Produkte im Bereich der Software für Kundeninteraktion. Die Einsatzgebiete der Software sind Call und Contact Center, Messaging (Voice-Mail, Fax-to-Mail, Web Chat), CTI, Multichannel- und Multimedia-Routing, Business Object Routing (Verteilung von Geschäftsobjekten z. B.  Tweets, Facebook Einträge, Postings) Unified Communications, Sprachportale (Audiotex, IVR, Telefon-Banking) sowie Sonderapplikationen im Sprach- und Telefonie-Bereich.

### Voxtron Communication Center
Das Voxtron Communication Center ist eine flexibel auf die Workflows der Kundenkommunikation anpassbare Applikation mit einem modularen Aufbau, die das Routing von In- und Outbound-Calls, Faxen, E-Mails, Voice-Mails, Webchats und anderen Geschäftsvorfällen. Das unternehmensübergreifende Reporting zur Ermittlung von Kennzahlen ermöglicht die Optimierung der Auslastung. Laut aktueller Website wird die Software weiterhin angeboten und ist offensichtlich bei der Bundesagentur für Arbeit im Einsatz.